# In a moment like this
«In a moment like this» (en español: En un momento así) es una canción compuesta Thomas G:son, Henrik Sethsson y Erik Bernholm y cantada por Chanée & Tomas N'evergreen.
La canción representó a Dinamarca en el Festival de la Canción de Eurovisión 2010, que se celebró en Oslo, Noruega, entre el 25 y 29 de mayo de 2010.
El tema ganó el Dansk Melodi Grand Prix, celebrado el 6 de febrero, que selecciona la representación danesa para el certamen europeo. La canción fue interpretada en inglés, idioma que lleva utilizando este país desde 1999.

## Posición en las listas
| Listas                  | Posición |
| ----------------------- | -------- |
| Danish Singles Chart    | 2        |
| Europe Official Top 100 | 34       |
| Norway Top 20           | 5        |
| Sweden Top 40           | 21       |
| Switzerland Top 20      | 12       |